# Cynorkis baronii
Cynorkis baronii är en orkidéart som beskrevs av Robert Allen Rolfe. Cynorkis baronii ingår i släktet Cynorkis, och familjen orkidéer. Inga underarter finns listade i Catalogue of Life.